# 許劭
許劭（150年—195年），字子將，汝南平輿（今河南省駐馬店市平輿縣北射橋鎮）人。東漢末年人物評論家。

## 生平
許劭年輕時名聲高峻，喜愛品評人物，和堂兄許靖每個月都會舉辦月旦評的人物品評會。在被汝南太守徐璆聘為功曹時，府中人聽說許劭將要擔任功曹，紛紛把壞習慣給改掉。同郡出身的袁紹辭濮陽令返回家鄉，原本沿途車馬壯盛，賓客眾多，在要進入汝南郡界時，把賓客遣散，說道：「我的車馬衣服怎麼能被許劭看到。」。許劭品評人物的影響力可見一斑。。許劭也擅長發掘人物，像是樊子昭、和洽等，在當時以此和郭泰並稱。

### 避亂江南
曾被司空楊彪徵辟，但以漢室將亂而不就，許劭也因此打算移居，以避中原戰亂。許劭先是到了廣陵，徐州刺史陶謙以禮相待，但許劭心裡不安，於是到曲阿投奔揚州刺史劉繇，後來陶謙果然開始抓捕逃寓而來的名士。孫策平定江東後，許劭追隨劉繇逃奔豫章，興平二年(195年)時在豫章病逝，享年46歲。

### 人際關係
許劭雖然和許靖共同主持月旦評，但私下常有爭執。另外許劭也鄙視曾任三公的親戚許訓父子，因為他們以諂事宦官聞名。許訓父子多次來請許劭做官，許劭都不予理會。

### 品評人物
有人問荀靖与荀爽孰贤？許劭說：“二人皆玉也，慈明外朗，叔慈内润。”刘繇进军讨伐笮融，許劭告訴劉繇：“笮融出军，不顾名义者也。朱文明（朱皓表字）善推诚以信人，宜使密防之。”笮融後來果然杀死太守朱皓。袁紹、劉表等人皆接受過他們品評，曹操也在橋玄的引薦之下，得到著名的“治世之能臣，亂世之奸雄”的評價。

## 軼事
曹操没有得志顯名的時候，曾經置辦厚礼，很謙遜地求許劭為他品評一番。許劭原本看不起他，於是曹操威脅許劭，許劭唯有退讓。歷史記載，評語有兩個版本。《三國志》注引孫盛《異同雜语》作“子治世之能臣，乱世之奸雄”；《後漢書》則作“君清平之奸賊，乱世之英雄”。當時曹操聽後，大笑而去。後來羅貫中的《三國演義》據此事改編：曹操去拜見許劭，問道：“我是甚麼人？”許劭不答。曹操再問，許劭才說：“你是治世的能臣，乱世的奸雄啊！”曹操聽到后相當開心。其中許劭形象與正史相似，有鑒察人的品行、才能的名聲。

## 親屬
- 兄許虔，字子政，兄弟二人被合稱為平輿二龍，官至郡功曹，年三十五歲卒。
- 堂兄許靖，字文休，同樣為評論人物的名士，兩人關係非常差。[8]后因中原战乱而四海为家，最后投靠刘备，官拜太傅。
- 兒子许混，清醇有鉴识，魏明帝时为尚书，显名魏世。

## 评价
- 蒋济：“许子将褒贬不平，以拔樊子昭而抑许文休。”（《三国志·庞统传》注引 蒋济《万机论》）
- 诸葛亮：“许子将长于明臧否，不可以养人物。”（《诸葛亮文集》）
- 诸葛恪：“自汉末以来，中国士大夫如许子将辈，所以更相谤讪，或至于祸，原其本起，非为大雠。惟坐克己不能尽如礼，而责人专以正义。”（《三国志·诸葛恪传》注引 诸葛恪《与丞相陆逊书》）
- 汝南人：“平舆渊有二龙（指许劭与许虔）。”（《后汉书·卷六十八·郭符许列传第五十八》）
- 山简：“是以郭泰、许劭之伦，明清议于草野；陈蕃、李固之徒，守忠节于朝廷。”（《晋书·卷四十三·列传第十三》）
- 葛洪：“许子将之徒，以口舌取戒，争讼论议，门宗成雠，故汝南人士无复定价，而有月旦之评。魏武帝深亦疾之，欲取其首，尔乃奔波亡走，殆至屠灭。”（《抱朴子外篇．自敍》）
- 范晔《后汉书》：“符融鉴真，子将人伦。守节好耻，并不逡巡。”（《后汉书·卷六十八·郭符许列传第五十八》）
- 司马光：“自三代既亡，风化之美，未有若东汉之盛者也。及孝和以降，贵戚擅权，嬖幸用事，赏罚无章，贿赂公行，贤愚浑肴，是非颠倒，可谓乱矣。然犹绵绵不至于亡者，上则有公卿、大夫袁安、杨震、李固、杜乔、陈蕃、李膺之徒面引廷争，用公义以扶其危，下则有布衣之士符融、郭泰、范滂、许邵之流，立私论以救其败。是以政治虽浊而风俗不衰，至有触冒斧钺，僵仆于前，而忠义奋发，继起于后，随踵就戮，视死如归。”（《资治通鉴·卷第六十八·汉纪六十》）
- 王相：“东汉名士许劭好评人，时人称之‘月旦评’。”
- 郝经：“处士尽矣，汉已亡矣，劭犹硁硁以吻颊为能，揭揭焉为月旦评，奔走夺命，幸而获免，岂尚德之士哉。”（《郝氏续后汉书》）

## 延伸阅读
[在维基数据编辑]
 《後漢書·卷68》，出自范晔《後漢書》